# Салад, Джибреил Али
Джибреил Али Салад (сомал. Jibriil Cali Salaad; род. 1939, Ласкорай, Санааг) — сомалийский военный и политический деятель, единственный президент в краткой истории непризнанного государства Маахир.

## Биография
Полное имя — Джибрелл Али Салад Адан Гарад Аул. Член сомалилендского клана Варсангали.
Учился в Ahmed Gurey School в Харгейсе с 1952 по 1957 год, а затем в 2000 году окончил Университет Харгейсы и получил степень юриста.
Джибрелл поступил в армию в 1958 году и служил в разведке Сомалиленда и вооружённых силах Британской армии. После обретения Сомали независимости в 1960 году от Великобритании и Италии он стал офицером Сомалийской национальной армии. Четыре года спустя Джибрелл участвовал в войнах против Эфиопии во время пограничных рейдов, вызванных пограничными спорами между странами (которые происходили с 1960 по 1964 год). В результате военных действий он был ранен.
С 1971 по 1976 год учился в СССР в советских военных академиях, изучал артиллерию с 1971 по 1975 год и систему ПВО в 1976 году.
С началом второй Войны за Огаден Джибрелл получил ещё одно огнестрельное ранение, был награждён медалью Почёта и дослужился до полковника.
Салад путешествовал по районам Пунтленда и Сомалиленда, чтобы получить поддержку для создания Сомалийского государства Маахир.
1 июля 2007 года Салад был провозглашён «главнокомандующим» нового государства.

## Карьера
В 1980—1982 годах Джибреил был мэром сомалийского города Бардере.1982 по 1983 год — комиссаром округа Шейх. В 1983 стал мэром Кисмайо. Оставался на должности до 1986 года, пока не стал губернатором провинции Аудаля. В 1988 году перевёлся на должность губернатора провинции Санаг, в 1991 году временно прекратил политическую деятельность.
В 1997—2003 годах был членом Парламента Сомалиленда. В 2003—2006 годах — советник по делам Санаага в Пунтленде. В 2006—2009 годах — Президент Маахир Сомали.